# Obladaet
Obladaet (рус. Облада́ет; настоящее имя — Наза́р Юрьевич Вотяко́в; род. 10 августа 1991, Иркутск) — российский хип-хоп-исполнитель и автор песен. В своей дискографии имеет 6 студийных альбомов, 2 мини-альбома, 1 совместный мини-альбом и множество синглов.
Псевдоним Назара появился благодаря телесериалу «Спец», где в одном из эпизодов был диалог про карточного шулера с уникальными способностями. Один другого спрашивал: «А че, в натуре обладает?» — «Ну да». — «Пускай нас научит». Исполнителю почему-то так запомнился этот диалог и оборот «обладает» в этом значении, что, когда он записал свой первый трек, подписался именно так.

## Биография и музыкальная карьера

### Ранний период: юность — первая любовь и начало музыкальной карьеры
Родился 10 августа 1991 года в Иркутске, рос без отца, мать — художественный модельер. В детские годы он встретил девушку, которая подтолкнула его к началу великой карьеры (Третьякова Екатерина). Назар играл в КВН, а также было большое желание сыграть роль в кино. На втором классе обучения в начальной школе, услышал по местному телеканалу песню Eminem’а «The Real Slim Shady», а позже попросил свою маму купить альбом The Marshall Mathers LP на кассете. Позже, познакомился с творчеством группы «Каста», а музыкальный альбом Влади «Что нам делать в Греции» заслушивал до дыр. Также увлекался творчеством музыкальных коллективов «Константа», Limp Bizkit и Crazy Town.
В 12-летнем возрасте зачислился в спортивную школу по теннису, параллельно зарабатывая на этом свои первые деньги, а также играл в хоккей с мячом и футбол. Первый свой трек Назар записал в стиле дисс, идея которого появилась спонтанно. В 2012 году принимает участие на местном рэп-баттле, чтобы прокачать свои навыки в хип-хопе. Через некоторое время Назар познакомился с граймом и под впечатлением этого музыкального направления пробует себя в нём. В 2013 году пробует свои силы на «15 независимом баттле hip-hop.ru» и доходит до третьего этапа турнира. В 2014 году Назар окончил Иркутский национальный исследовательский технический университет. Отдав занятию теннисом 12 лет, начинает заниматься сквошем, считая, что в нём он может достичь спортивных высот и вскоре принимает решение о переезде в Санкт-Петербург.
Осенью 2013 года принимает участие в онлайн-баттле «Grime Music Group Battle», где Назар успешно побеждает. 25 июня 2014 года выпускает трек и дебютный видеоклип 0 To 100, который является ремиксом на одноимённый сингл Drake. Данную работу опубликовал сайт Rap.ru и впоследствии Назар получил свою первую популярность. 28 декабря 2014 года выпускает совместный с I1 видеоклип Kosmonavt.

### «Home Run» — «Double Tap»
26 марта 2015 года выходит дебютный мини-альбом Home Run. Уже на этом релизе Назар уходит от типичного грайм-звучания. На релизе имеется гостевой куплет от Thomas Mraz. Спустя сутки после публикации мини-альбома выходит музыкальный видеоклип на сингл Enter. 17 октября 2015 года в свет выходит первый в России рэп-баттл под биты в формате grime clash, где оппонентом Назара выступил полуфиналист первого сезона «Versus: Fresh Blood» — Redo. Осенью подаёт заявку на участие в проекте «Beats & Vibes», где успешно проходит отбор. Назар доходит до стадии четвертьфинала и проигрывает рэперу IQ с счётом 2:1.
30 апреля 2016 года выходит музыкальный видеоклип, который выполнен в футуристическом стиле и сразу сингл 00:00 совместно с Miriam. 9 мая 2016 года выходит дебютный номерной студийный альбом Double Tap с гостевым участием Krestall / Kidd, ATL, Illumate и Miriam. Чуть позже выходит клип на совместный трек с ATL Fashion TV специально для проекта «Новый Флоу». 26 июля 2016 года выходит совместный с Illumate музыкальный видеоклип на трек Universe, который был выполнен в типичном для Назара стиле. Также этим летом попал в список самых примечательных новичков «Новый Флоу» от сайта The Flow. 30 сентября 2016 выходит музыкальный видеоклип на двойной трек Timelapse / Mask с того же релиза, что и прошлый, и выполнен в таком же стиле. 10 ноября 2016 года Markul выпускает совместный с Назаром видеоклип на сингл Последний билет с предстоящего альбома Tranzit.

### «Files» — «Wrong» и «Wok»
14 апреля 2017 года выходит лид-сингл Chains с предстоящего релиза Files и сразу музыкальное видео на него, с различными автомобилями и оружием. 28 апреля 2017 года в свет выходит, второй по счёту, номерной студийный альбом Files с гостевым участием Sted.d и Markul. На данном релизе Назар перешёл от футуристического рэпа к мыслям и чувствам современного молодого человека, а также упоминанием различных дорогих брэндов одежды. 4 августа 2017 года выпускает свой самый просматриваемый музыкальный видеоклип на трек I Am с вышеупомянутого релиза. Видеоработа выполнена в различных локациях: офисный центр, поле для гольфа и автострада. 30 ноября 2017 года в свет выходит совместный с Markul 6-трековый мини-альбом, получивший название Friends & Family, который получил положительные отзывы слушателей. В этом же году Назар бросил занятие сквошем, так как исполнитель не мог совмещать спорт и музыку.
9 января 2018 года выходит музыкальный видеоклип на сингл Krestall / Courier Благо с релиза Гранж: Хлоя и отношения. В данной видеоработе присутствуют лишь нарезки видео Назара снятые на iPhone. 11 марта 2018 года выходит экранизация сингла Kenny, вдохновлённая видеоработами американского режиссёра Коул Беннетом, с обилием компьютерных спецэффектов. 11 мая 2018 года выходит экранизация сингла Wrong где Назар предстаёт перед зрителем в различных образах: офисный клерк, психбольной, мотобайкер, домашний маньяк, режиссёр, смертник и заключённый. 26 октября 2018 года выходит музыкальный видеоклип на сингл Wok, который как и прошлый был снят в различных локациях.

### «Ice Cream» — «AA»
7 декабря 2018 года Назар представил публике свой третий студийный альбом под названием Ice Cream, на котором гостевым участием отметились Feduk, Jeembo, OG Buda, Платина, а также другие исполнители.
23 апреля 2019 года Назар выпустил сингл под названием Race Freestyle 3019. Двумя днями позднее, 25 апреля, выпускает клип на эту песню, снятый во Владивостоке во время тура «Grand Prix».
28 сентября 2019 года выпускает сингл и клип под названием «AA», выпуском которого анонсирует будущий EP, а в конце видео работы показывает отрывок песни из предстоящего Мини-альбома.

### «3D19» — настоящее время
25 октября 2019 года в 00:00 публикует свой второй EP 3D19. Главной концепцией альбома является «музыка завтрашнего дня». В альбом входит 6 треков, один из которых — AA, выпущенный ранее релиз. На альбоме принял участие лишь хип-хоп исполнитель OG Buda в песне «AIR DROP».
9 ноября 2019 года на своем концерте в Москве показывает посетившим клип на песню альбома — «HOOKAH». Спустя несколько часов публикует видео на видео-хостинговой платформе YouTube, в конце которого анонсирует клип на другой трек с 3D19 — «HOLOGRAM».
20 декабря 2019 года Назар выпускает клип на песню — «HOLOGRAM», отрывок которого был представлен ранее.
29 марта 2020 года Назар показывает отрывок трека под названием — «666 PRADA». 16 апреля 2020 года в 00:00 OBLADAET выпускает новый трек «666 PRADA», а чуть позже «Lyric Video» к нему.
23 июня 2020 года OBLADAET показывает отрывок песни под названием «MORE».
18 сентября 2020 года артист выпускает трек «FOR MULA», а 21 сентября клип к нему.
2 декабря 2020 Назар неожиданно выпускает трек под названием «DEF JOINT FREESTYLE 1», а через пару часов выходит клип к нему.
26 февраля 2021 года выходит ранее анонсированный сингл «DAVID BECKHAM» и клип на него. Анонсируется альбом «PLAYERS CLUB», который увидел свет 26 марта 2021 года.
20 августа 2021 года выходит сингл «HELLA PLAYERS» и через 13 часов клип на него.
10 декабря 2021 года вышел сингл «SLEEPKNOT» в сборнике вместе с треком «HELLA PLAYERS». В тот же день на «SLEEPKNOT» вышел и клип.
Весной 2022 года Назар выпускает ещё один сингл, вероятнее всего, с грядущего альбома «PLAYERS CLUB 2». Клип на трек выходит в это же время, и, вероятнее всего, вдохновением такого клипа был фильм «Охотники за привидениями».
В конце августа 2022 года выходит трек «MB» совместно с другим drill-исполнителем русской сцены LIL KRYSTALLL. В это же время выходит клип на этот самый трек, снятый в Англии.
В конце первого месяца зимы, в декабре, неожиданно Назар выпускает трек «MONSTER TRAKK», звучание заставляет вспомнить старого Назара, до прогремевшего «PLAYERS CLUB», тем самым возвращая своих фанатов во времена таких альбомов, как «ICE CREAM» и «FILES».
27 октября 2023 года артист выпускает трек «BRITNEY», после которого выходит 2 часть альбома «PLAYERSCLUB2», который вышел 10 ноября 2023 года.
7 марта 2025 года Назар публикует альбом "735" который запоминается слушателям такими песнями: NAME (ft. Icegergert), FAIRYTALE, Электроник.

## Дискография

### Студийные альбомы
| Название       | Детали                                                                                     |
| -------------- | ------------------------------------------------------------------------------------------ |
| Double Tap     | - Релиз: 9 мая 2016 - Лейбл: Kill Me, Obladaet - Формат: Цифровая загрузка, стриминг       |
| FILES          | - Релиз: 28 апреля 2017 - Лейбл: Kill Me, Obladaet - Формат: Цифровая загрузка, стриминг   |
| ICE CREAM      | - Релиз: 7 декабря 2018 - Лейбл: Kill Me, Obladaet - Формат: Цифровая загрузка, стриминг   |
| PLAYERS CLUB   | - Релиз: 26 марта 2021 - Лейбл: Kill Me, Obladaet - Формат: Цифровая загрузка, стриминг    |
| PLAYERS CLUB 2 | - Релиз: 10 ноября 2023 - Лейбл: Players Club Studio - Формат: Цифровая загрузка, стриминг |
| 735            | - Релиз: 7 марта 2025 - Лейбл: Players Club Studio - Формат: Цифровая загрузка, стриминг   |

### Мини-альбомы
| Название                                    | Год  |
| ------------------------------------------- | ---- |
| Home Run                                    | 2015 |
| FRIENDS & FAMILY (совместый релиз с Markul) | 2017 |
| 3D19                                        | 2019 |
| SPAYLER BLUC ?                              | 2023 |

### Сборники
| Название                    | Год  |
| --------------------------- | ---- |
| MIXTOORAH battle tape 11-12 | 2013 |
| PLAY (GMG BATTLETAPE)       | 2014 |
| MIXTOORAH 2k13              | 2014 |
| Акустика                    | 2023 |

### Синглы
| Название                                                | Год  |
| ------------------------------------------------------- | ---- |
| «0 To 100»                                              | 2014 |
| «Enter»                                                 | 2015 |
| «Downshifting»                                          | 2016 |
| «Ridin»                                                 | 2016 |
| «00:00» (совместно с Miriam)                            | 2016 |
| «Последний билет» (совместно с Markul)                  | 2016 |
| «TheMarket»                                             | 2017 |
| «Chains»                                                | 2017 |
| «Подарок» (при участии Markul)                          | 2017 |
| «Kenny»                                                 | 2017 |
| «Wrong»                                                 | 2018 |
| «Loco Smoco Freestyle» (при участии OG Prince, ROCKET)  | 2018 |
| «Wok»                                                   | 2018 |
| «Race Freestyle 3019»                                   | 2019 |
| «AA»                                                    | 2019 |
| «666 Prada»                                             | 2020 |
| «For Mula»                                              | 2020 |
| «Def Joint Freestyle 1»                                 | 2020 |
| «David Beckham»                                         | 2021 |
| «Random»                                                | 2021 |
| «Hella Players» (при участии Jeembo)                    | 2021 |
| «Sleepknot»                                             | 2021 |
| «Mutant»                                                | 2022 |
| «MB» (совместно с LIL KRYSTALLL)                        | 2022 |
| «MONSTER TRAKK»                                         | 2022 |
| «Я БУДУ Remix» (при участии LIL KRYSTALLL, Лоя, Markul) | 2023 |
| «DEMON» (при участии kondachelo)                        | 2023 |
| «BRITNEY»                                               | 2023 |
| «TYPE SHiT»                                             | 2024 |
| «99»                                                    | 2024 |
| «YSM PC» (при участии YASMI)                            | 2024 |
| «BARMAN»                                                | 2024 |
| «WYS» (при участии Enzo From the Block)                 | 2024 |
| «OVERDOZE» (при участии BATO)                           | 2024 |
| «ROOF» (при участии A-This)                             | 2024 |
| «GTA»                                                   | 2024 |
| «NAME» (при участии Icegergert)                         | 2025 |
| «ME2»                                                   | 2025 |
| «ZIDANE»                                                | 2025 |
| «SKIMS» (совместно с LIL KRYSTALLL)                     | 2025 |
| «BROTHA EEEWWW»                                         | 2025 |

### Гостевое участие
| Название                                   | Год  | Другие исполнители             | Альбом                                     |
| ------------------------------------------ | ---- | ------------------------------ | ------------------------------------------ |
| «LNIP»                                     | 2015 | 4eu3                           | «Paypal Season»                            |
| «Складываю»                                | 2015 | Сашмир, Bumble Beezy           | «Дал жизни»                                |
| «WOW Remix»                                | 2016 | Breezey Montana, Porchy, Yanix | «WOW Remix»                                |
| «Hype freestyle»                           | 2016 | .Otrix                         | «.In Through The Out Door»                 |
| «Bottom»                                   | 2016 | STED.D                         | «ICMP: Internet Control Message Protocol»  |
| «Последний билет»                          | 2016 | Markul                         | «Tranzit»                                  |
| «Когда гаснет свет»                        | 2017 | Yanix                          | «Шоу улиц гетто 2.5»                       |
| «Благо»                                    | 2017 | KRESTALL / Courier             | «Гранж: Хлоя и отношения»                  |
| «OMG»                                      | 2017 | Breezey Montana                | «Соус»                                     |
| «Lamborghini»                              | 2018 | 044 Rose                       | «Альбом 044»                               |
| «Бэнтли, Бенз и Бумер»                     | 2018 | Платина                        | «Опиаты круг»                              |
| «10x»                                      | 2019 | Мезза, OG Buda                 | Spas Na Krovi                              |
| «Выше облаков»                             | 2019 | OG Buda, FEDUK, Платина        | «ОПГ сити»                                 |
| «Classic»                                  | 2020 | Yanix                          | SS 20                                      |
| «Adrenaline»                               | 2020 | JEEMBO                         | Black Box                                  |
| «Чидори»                                   | 2021 | OG Buda                        | Sexy Drill                                 |
| «On Air»                                   | 2022 | Aarne                          | AA Language                                |
| «Ноггано»                                  | 2022 | THRILL PILL                    | CHELSEA 3                                  |
| «Крокодил»                                 | 2023 | Словетский, DJ NIK ONE, Джино  | MONTANA III                                |
| «666 PRADA SP4K Remix»                     | 2023 | SP4K                           | СВЕРХЗАДАЧА                                |
| «Я БУДУ Remix»                             | 2023 | LIL KRYSTALLL, Лоя, Markul     | Я БУДУ Remix                               |
| OBLADAET x Fumez The Engineer — Plugged In | 2023 | Fumez The Engineer             | OBLADAET x Fumez The Engineer — Plugged In |
| «North / YEEI 7»                           | 2023 | ALBLAK 52                      | LONG LIVE 812                              |
| «DEMON»                                    | 2023 | kondachelo                     | POLAR NIGHT                                |
| «Джек Рипер»                               | 2023 | LIL KRYSTALLL                  | KRISTINA                                   |
| «Красти»                                   | 2024 | Brick Bazuka                   | DooRDooM                                   |
| «Город»                                    | 2024 | kondachelo                     | TILT                                       |
| «Битцевский парк»                          | 2024 | YASMI                          | Showbiz 162                                |
| «Братов»                                   | 2024 | YASMI                          | Showbiz 162                                |
| «OVERDOZE»                                 | 2025 | BATO                           | 6lankname 2                                |

## Видеография

### Сольныевидеоклипы
| Год  | Название                                              | Альбом         | Режиссёр                                            |
| ---- | ----------------------------------------------------- | -------------- | --------------------------------------------------- |
| 2014 | 0 TO 100                                              | Внеальбомный   | One Take Production                                 |
| 2015 | ENTER                                                 | HOME RUN       | Григорьев Production                                |
| 2015 | JACKPOT (совместно с Nastavnik)                       | Внеальбомный   | One Take Production                                 |
| 2015 | Never Dat                                             | Внеальбомный   |                                                     |
| 2016 | PANDA FREESTYLE (совместно с STED.D)                  | Внеальбомный   |                                                     |
| 2016 | 00:00 (совместно с Miriam)                            | DOUBLE TAP     | Kosmodrone                                          |
| 2016 | FASHION TV                                            | DOUBLE TAP     | Не известно                                         |
| 2016 | UNIVERSE (совместно с Illumate)                       | DOUBLE TAP     | Art Squad                                           |
| 2016 | TIMELAPSE / MASK                                      | DOUBLE TAP     |                                                     |
| 2017 | CHAINS                                                | FILES          | Art Squad                                           |
| 2017 | I AM                                                  | FILES          | Kosmodrome                                          |
| 2018 | KENNY                                                 | Внеальбомный   | Kosmodrome                                          |
| 2018 | WRONG                                                 | ICE CREAM      | Эльдар Гараев                                       |
| 2018 | WOK                                                   | ICE CREAM      | Эльдар Гараев, Ян Боханович                         |
| 2019 | NO CAP                                                | ICE CREAM      | Crystal Vision                                      |
| 2019 | BANE (совместно с JEEMBO)                             | ICE CREAM      | Эльдар Гараев                                       |
| 2019 | RACE FREESTYLE 3019                                   | Внеальбомный   | Kosmodrome                                          |
| 2019 | TAXI                                                  | ICE CREAM      |                                                     |
| 2019 | BILLY JEAN (совместно с FEDUK)                        | ICE CREAM      |                                                     |
| 2019 | AA                                                    | 3D19           |                                                     |
| 2019 | HOOKAH                                                | 3D19           | Эльдар Гараев, Hellbrothers                         |
| 2019 | HOLOGRAM                                              | 3D19           |                                                     |
| 2020 | FOR MULA                                              | PLAYERS CLUB   | KOSMODROME                                          |
| 2020 | DEF JOINT FREESTYLE 1                                 | PLAYERS CLUB   | leonvas                                             |
| 2020 | 666 PRADA                                             | PLAYERS CLUB   | Marty Rush                                          |
| 2021 | DAVID BECKHAM                                         | PLAYERS CLUB   | Crystal Vision / Obladaet                           |
| 2021 | Wi-Fi (совместно с Last Night In Paris)               | PLAYERS CLUB   | Crystal Vision                                      |
| 2021 | BLIND ZONE                                            | PLAYERS CLUB   | OBLADAET / KOSMODROME                               |
| 2021 | HELLA PLAYERS (совместно с JEEMBO)                    | SLEEPKNOT      | KOSMODROME, Gang                                    |
| 2021 | SLEEPKNOT                                             | SLEEPKNOT      | KOSMODROME, Gang                                    |
| 2022 | MUTANT                                                | PLAYERS CLUB 2 | OBLADAET                                            |
| 2022 | MB (совместно с LIL KRYSTALLL)                        | PLAYERS CLUB 2 | Crystal Vision                                      |
| 2022 | MONSTER TRAKK                                         | PLAYERS CLUB 2 | KOSMODROME                                          |
| 2023 | Дом С Привидениями (совместно с FRIENDLY THUG 52 NGG) | PLAYERS CLUB 2 | KOSMODROME                                          |
| 2023 | JOGA BONITO                                           | SPAYLER BLUC ? | KOSMODROME                                          |
| 2023 | BRITNEY                                               | PLAYERS CLUB 2 | KOSMODROME                                          |
| 2023 | BOO!                                                  | PLAYERS CLUB 2 | KOSMODROME                                          |
| 2023 | PRAYERS (при участии Unknown T)                       | PLAYERS CLUB 2 | Crystal Vision, KOSMODROME                          |
| 2024 | GP$                                                   | PLAYERS CLUB 2 | KOSMODROME                                          |
| 2024 | Большой Брат                                          | PLAYERS CLUB 2 | Arkhipov Artur, OBLADAET                            |
| 2024 | 99                                                    | Внеальбомный   | Crystal Vision, KOSMODROME                          |
| 2024 | YSM PC (совместно с YASMI)                            | Внеальбомный   | KOSMODROME                                          |
| 2024 | BARMAN                                                | 735            | Nick Denisov,KOSMODROME                             |
| 2024 | WYS (совместно с Enzo from the Block)                 | 735            | Crystal Vision, KOSMODROME                          |
| 2024 | GTA                                                   | 735            | Crystal Vision, KOSMODROME                          |
| 2025 | NAME (при участии Icegergert)                         | 735            | Arkhipov Artur,Shchelkunov Nikita,KOSMODROME        |
| 2025 | POSTER                                                | 735            | KOSMODROME                                          |
| 2025 | CLAUS (при участии YASMI)                             | 735            | Mat Kurt, KOSMODROME                                |
| 2025 | BOBSLEY                                               | 735            | Mat Kurt, Yan Bokhanovich, Vitali Akimov,KOSMODROME |

### В качестве гостя
| Год  | Название                                     | Альбом                    | Режиссёр                  |
| ---- | -------------------------------------------- | ------------------------- | ------------------------- |
| 2014 | «Kosmonavt» (совместно с I1)                 | Внеальбомный              | I1 Production             |
| 2016 | «Последний билет» (совместно с Markul)       | «Tranzit»                 | Kosmodrome                |
| 2017 | «Когда гаснет свет» (совместно с Yanix)      | «Шоу улиц гетто 2.5»      | Алексей Андреев           |
| 2018 | «Благо» (совместно с KRESTALL / Courier)     | «Гранж: Хлоя и отношения» | Давид Бинтсене            |
| 2018 | «Бэнтли, бенз и бумер» (при участии Платина) | «Опиаты круг»             | Октябрь                   |
| 2024 | OVERDOZE (совместно с BATO)                  |                           | Lev Vassilenko,KOSMODROME |

### Появления в качествекамео
| Год  | Исполнитель       | Название          | Режиссёр             |
| ---- | ----------------- | ----------------- | -------------------- |
| 2016 | Illumate          | Ladna (Freestyle) | Illumate             |
| 2018 | Yanix             | XXL               | Эльдар Гараев        |
| 2019 | LIL KRYSTALLL     | Каждый день       | Beamer Boy и Платина |
| 2020 | Boulevard Depo    | Angry Toy$        |                      |
| 2020 | OG Buda           | Диибо             | Алексей Рожков       |
| 2021 | JEEMBO            | Некрополь         | Kosmodrome           |
| 2024 | YASMI             | Немного таггом    |                      |
| 2024 | YASMI, Скриптонит | В городе ветрено  |                      |

## Участие в баттлах
| Соперники | Дата выхода     |
| --------- | --------------- |
| Redo      | 17 октября 2015 |

## Туры
| Год  | Артист                 |
| ---- | ---------------------- |
| 2017 | Flame Tour             |
| 2017 | Flame Tour II          |
| 2018 | Happy Birthday Tour    |
| 2019 | Grand Prix Tour        |
| 2019 | 3019 Tour              |
| 2021 | Across the Blocks Tour |
| 2024 | 2X24 Tour              |

## Комментарии
1. ↑  Самые известные работы режиссёра: Juice WRLD — Lucid Dreams, Lil Xan – Betrayet, Lil Pump – D Rose,
Lil Skies — Nowadays и YBN Nahmir — Bounce Out With That.
2. ↑  Видеоклип Fashion TV снят специально для проекта «Новый Флоу»; удалён с официального YouTube-канала артиста.
3. ↑  Трек Jetpack / No Cap записан при участии Telly Grave, но в съёмках видеоклипа исполнитель не принял участие.